# ویلیامسون ۱۵۰۰۳۵
سیارک ۱۵۰۰۳۵ (به انگلیسی: 150035 Williamson، نامگذاری:2005WO) صد و پنجاه هزار و سی و پنجمین سیارک کشف شده‌است که در ۲۰ نوامبر ۲۰۰۵ کشف شد.